# Betty Mahmoody
Betty Mahmoody (Lover, de soltera; 9 de junio de 1945, Alma, Míchigan) es una escritora y conferencista estadounidense, conocida por su libro, No sin mi hija, del que se hizo posteriormente una película homónima. Es la presidenta y cofundadora de One World: For Children, una organización que promueve el entendimiento entre culturas y se esfuerza por ofrecer seguridad y protección a los niños de matrimonios bi-culturales.

## No sin mi hija
Su libro, No sin mi hija, es un relato de sus experiencias vividas entre 1984 y 1986, cuando viajó a Irán junto con su marido y su hija en lo que se prometió que sería una breve visita y luego se quedó allí en contra de su voluntad.
Ella y su marido, Sayyed Bozorg Mahmoody "Moody", y su hija, Mahtob, viajaron a Irán en agosto de 1984. Su marido dijo que sería una visita de dos semanas a su familia en Teherán. Una vez que las dos semanas pasaron, el marido se negó a permitir que su esposa e hija se fueran. Mahmoody quedó atrapada en una cultura hostil a las mujeres, una familia hostil a ella, y un marido abusivo. De acuerdo con el libro, el esposo le separó de su hija durante semanas. También fue golpeada y amenazada de muerte si intentaba huir.
Ella finalmente logró huir con su hija. En el libro relata su fuga de 800 kilómetros hasta Turquía y la ayuda que recibió de muchos iraníes.

## Otros libros
Betty Mahmoody recopiló también historias de otros padres cuyos cónyuges extranjeros les alejaron de sus hijos en el libro Por el amor de un niño.

## Bozorg Mahmoody
Alexis Kouros colaboró con el exmarido para crear un documental llamado Sin Mi Hija, para contrarrestar las afirmaciones del libro de Betty y así ensuciar su nombre.
El 23 de agosto de 2009 Bozorg Mahmoody murió en Teherán, Irán, a los 70 años. La agencia de noticias estatal citó a su sobrino, Majid Ghodsi, como fuente de que había muerto en un hospital por problemas renales y otras complicaciones.